# Tétrade de chromatides
Les tétrades de chromatides en biologie cellulaire sont des figures caractéristiques observables en prophase I de la méiose, lors de la pachytène, durant laquelle des recombinaisons méiotiques s'opèrent,  les enjambements. En effet, après l'appariement des chromosomes donnant les bivalents, l'événement de condensation des chromosomes va entremêler les chromatides des chromosomes homologues formant parfois des chiasmas et ces figures particulières.